# Groupe D des éliminatoires de la Coupe d'Afrique des nations de football 2025
 (juin 2025).
 (juillet 2024).
Le groupe D des éliminatoires de la Coupe d'Afrique des nations de football 2025 est une compétition qualificative pour la phase finale de la Coupe d'Afrique des nations de football 2025, qui se déroule en Maroc.
Navigation
Groupe C Groupe E

## Tirage au sort
Le tirage au sort a eu lieu le 4 juillet 2024 au Johannesburg. Les têtes de série sont désignées via un classement FIFA (construit d'après les résultats lors des dernières FIFA).
Le tirage au sort désigne les équipes suivantes dans le groupe D. Les quarante-huit équipes sont réparties en douze dans quatre chapeaux.
- Chapeau 1 :  Nigeria (38e du classement FIFA)
- Chapeau 2 :  Bénin (91e du classement FIFA)
- Chapeau 3 :  Libye (118e du classement FIFA)
- Chapeau 4 :  Rwanda (131e du classement FIFA)

## Classement
| Rang | Équipe  | Pts | J | G | N | P | Bp | Bc | Diff |  | Résultats (▼ dom., ► ext.) |     |     |     |     |
| ---- | ------- | --- | - | - | - | - | -- | -- | ---- |  | -------------------------- | --- | --- | --- | --- |
| 1    | Nigeria | 11  | 5 | 3 | 2 | 0 | 8  | 1  | +7   |  | Nigeria                    |     | 3-0 | -   | 1-0 |
| 2    | Bénin   | 7   | 5 | 2 | 1 | 2 | 7  | 7  | 0    |  | Bénin                      | 1-1 |     | 3-0 | 2-1 |
| 3    | Rwanda  | 5   | 5 | 1 | 2 | 2 | 3  | 6  | -3   |  | Rwanda                     | 0-0 | 2-1 |     | 0-1 |
| 4    | Libye   | 4   | 5 | 1 | 1 | 3 | 3  | 7  | -4   |  | Libye                      | 0-3 | -   | 1-1 |     |

- Qualification pour la CAN 2025

## Résultats
| 1re journée                  | Libye                                   | 1 - 1   | Rwanda     | Stade international de Tripoli, Tripoli |                             |
| 4 septembre 2024 18:00 UTC+2 | Al Dhawi 16e                            | (1 - 0) | 47e Nshuti | Arbitrage : Ahmad Heeralall             | Arbitrage : Ahmad Heeralall |
| 4 septembre 2024 18:00 UTC+2 | Al Qulaib 34e Artiba 42e Al Badri 45+4e | Rapport |            | Arbitrage : Ahmad Heeralall             | Arbitrage : Ahmad Heeralall |

| 1re journée                  | Nigeria                       | 3 - 0   | Bénin       | Godswill Akpabio International Stadium, Uyo |                                   |
| 7 septembre 2024 17:00 UTC+1 | Lookman 45+2e 83e Osimhen 78e | (1 - 0) |             | Arbitrage : Alamin Alhadi Mohamed           | Arbitrage : Alamin Alhadi Mohamed |
| 7 septembre 2024 17:00 UTC+1 | Bassey 39e Lookman 52e        | Rapport | 61e Olaitan | Arbitrage : Alamin Alhadi Mohamed           | Arbitrage : Alamin Alhadi Mohamed |

| 2e journée                    | Rwanda                      | 0 - 0   | Nigeria                  | Stade Amahoro, Kigali   |                         |
| 10 septembre 2024 15:00 UTC+2 |                             | (0 - 0) |                          | Arbitrage : Karim Sabry | Arbitrage : Karim Sabry |
| 10 septembre 2024 15:00 UTC+2 | Niyomugabo 26e Bizimana 28e | Rapport | 26e Chukwueze 45+3e Aina | Arbitrage : Karim Sabry | Arbitrage : Karim Sabry |

| 2e journée                    | Bénin                  | 2 - 1   | Libye                                                                | Stade Félix Houphouët-Boigny, Abidjan |                        |
| 10 septembre 2024 19:00 UTC+0 | Mounié 50e Olaitan 62e | (0 - 1) | 9e Al Badri                                                          | Arbitrage : Abdel Bouh                | Arbitrage : Abdel Bouh |
| 10 septembre 2024 19:00 UTC+0 | Mounié 54e             | Rapport | 13e Shafshuf 45+3e Al Shremi 54e Al Badri 54e Abo Shaalah 54e Artiba | Arbitrage : Abdel Bouh                | Arbitrage : Abdel Bouh |

| 3e journée                  | Bénin                                 | 3 - 0   | Rwanda                                                 | Stade Félix Houphouët-Boigny, Abidjan |                            |
| 11 octobre 2024 16:00 UTC+0 | Mounié 7e Hountondji 67e Imourane 70e | (1 - 0) |                                                        | Arbitrage : Lyes Bekouassa            | Arbitrage : Lyes Bekouassa |
| 11 octobre 2024 16:00 UTC+0 | Hountondji 65e Hountondji 90+3e       | Rapport | 40e Kwizera 51e Omborenga 63e Niyigena 90e Mbonyumwami | Arbitrage : Lyes Bekouassa            | Arbitrage : Lyes Bekouassa |

| 3e journée                  | Nigeria          | 1 - 0   | Libye                            | Godswill Akpabio International Stadium, Uyo |                                 |
| 11 octobre 2024 17:00 UTC+1 | Dele-Bashiru 87e | (0 - 0) |                                  | Arbitrage : Godfrey Nkhakananga             | Arbitrage : Godfrey Nkhakananga |
| 11 octobre 2024 17:00 UTC+1 |                  | Rapport | 45+1e Al Musrati 58e Al Wuheeshi | Arbitrage : Godfrey Nkhakananga             | Arbitrage : Godfrey Nkhakananga |

| 4e journée                  | Rwanda                    | 2 - 1   | Bénin                     | Stade Amahoro, Kigali             |                                   |
| 15 octobre 2024 18:00 UTC+2 | Nshuti 70e · Bizimana 75e | (0 - 1) | 42e Hountondji            | Arbitrage : Andofetra Rakotojaona | Arbitrage : Andofetra Rakotojaona |
| 15 octobre 2024 18:00 UTC+2 | Niyigena 38e              | Rapport | 35e Imourane · 47e Tijani | Arbitrage : Andofetra Rakotojaona | Arbitrage : Andofetra Rakotojaona |

| 4e journée                  | Libye   | 0 - 3 tapis vert | Nigeria | Benina Martyrs Stadium, Benghazi |                                  |
| 15 octobre 2024 21:00 UTC+2 |         |                  |         | Arbitrage : Lenine Delgado Rocha | Arbitrage : Lenine Delgado Rocha |
| 15 octobre 2024 21:00 UTC+2 | Rapport |                  |         | Arbitrage : Lenine Delgado Rocha | Arbitrage : Lenine Delgado Rocha |

| 5e journée       | Rwanda    | 0 - 1   | Libye                                                     | Stade Amahoro, Kigali     |                           |
| 14 novembre 2024 |           | (0 - 0) | 84e Mohamed                                               | Arbitrage : Celso Alvação | Arbitrage : Celso Alvação |
| 14 novembre 2024 | Manzi 76e | Rapport | 60e Al Wuheeshi 70e Saleh 90+1e Al Shareef 90+2e Al Dhawi | Arbitrage : Celso Alvação | Arbitrage : Celso Alvação |

| 5e journée             | Bénin         | 1 - 1   | Nigeria     | Stade Félix Houphouët-Boigny, Abidjan |                     |
| 14 novembre 2024 20h00 | Tijani 16e    | (1 - 0) | 81e Osimhen | Arbitrage : Issa Sy                   | Arbitrage : Issa Sy |
| 14 novembre 2024 20h00 | Dandjinou 76e | Rapport |             | Arbitrage : Issa Sy                   | Arbitrage : Issa Sy |

| 6e journée       | Nigeria       | 1 - 2                    | Rwanda                  | Godswill Akpabio International Stadium, Uyo |                           |
| 18 novembre 2024 | Chukwueze 59e | (0 - 0)                  | 72e Mutsinzi 75e Nshuti | Arbitrage : Samir Guezzaz                   | Arbitrage : Samir Guezzaz |
| 18 novembre 2024 |               | 25e Bizimana 29e Mugisha |                         | Arbitrage : Samir Guezzaz                   | Arbitrage : Samir Guezzaz |

| 6e journée       | Libye                     | 0 - 0 | Bénin                                                                                             | Stade international de Tripoli, Tripoli |                              |
| 18 novembre 2024 |                           |       |                                                                                                   | Arbitrage : Patrice Milazare            | Arbitrage : Patrice Milazare |
| 18 novembre 2024 | Abusahmin 42e Mohamed 75e |       | 11e Tijani 65e Dandjinou · 71e Olaitan · 72e Mounié · 75e Ouorou · 86e D'Almeida · 87e Hountondji | Arbitrage : Patrice Milazare            | Arbitrage : Patrice Milazare |